# Miss International 1993
Miss International 1993, trentatreesima edizione di Miss International, si è tenuta presso Tokyo, in Giappone, il 9 ottobre 1993. La polacca Agnieszka Pachałko è stata incoronata Miss International 1993.

## Risultati

### Piazzamenti
| Risultato finale        | Concorrente |
| ----------------------- | --- |
| Miss International 1993 | - Polonia - Agnieszka Pachałko |
| 2ª classificata         | - Russia - Ilmira Shamsutdinova |
| 3ª classificata         | - Ucraina - Nataliya Victorovna Romanenko |
| Semifinaliste           | - Australia - Monique Ann Lysaught - Belgio - Christelle Roelandts - Colombia - Kathy Sáenz Herrera - Corea del Sud - Chang Eun-young - Giappone - Masayo Shibasaki - Guatemala - Diana Galván - India - Pooja Batra - Israele - Anat Elimelech - Lussemburgo - Nathalie Dos Santos - Messico - María Cristina Arcos Torres - Turchia - Hande Kazanova - Venezuela - Fabiola Mónica Spitale Baiamonte |

### Riconoscimenti speciali
| Riconoscimento        | Concorrente                                           |
| --------------------- | ----------------------------------------------------- |
| Miss Friendship       | - Isole Marianne Settentrionali - Tayna Castro Belyeu |
| Miss Photogenic       | - Belgio - Christelle Roelandts                       |
| Miss National Costume | - Colombia - Kathy Sáenz Herrera                      |

## Concorrenti
- Argentina - Nazarena Vanesa González Almada
- Australia - Monique Ann Lysaught
- Austria - Silvia Kronbichler
- Belgio - Christelle Roelandts
- Bolivia - Maria Cristina Tondelli
- Brasile - Tatiana Paula Alves
- Corea del Sud - Chang Eun-young
- Colombia - Kathy Sáenz Herrera
- Costa Rica - Laura Odio Salas
- Danimarca - Mette Marie Salto
- Filippine - Sheela Mae Capili Santarin
- Finlandia - Arlene Ulla Kaarina Kotala
- Francia - Marie-Ange Noelle Contart
- Germania - Katja Mordarski
- Giappone - Masayo Shibasaki
- Grecia - Helena Christos Zabaka
- Guatemala - Diana Galván
- Hawaii - Theresa Victoria Tilley
- Honduras - Miriam Liseth Zapata Godoy
- Hong Kong - Middy Yu Siu-Po
- India - Pooja Batra
- Irlanda - Deborah Hannigan
- Islanda - Anat Elimelech
- Isole Marianne Settentrionali - Tayna Castro Belyeu
- Lussemburgo - Nathalie Dos Santos
- Malta - Melissa Joanne Portelli
- Messico - María Cristina Arcos Torres
- Nicaragua - Ida Patricia Delaney
- Nuova Caledonia - Laure Denise Masson
- Nuova Zelanda - Monique Lorraine Joel
- Paesi Bassi - Shirley Antoinette Bogaard
- Panama - Ismenia Isabel Velásquez
- Polonia - Agnieszka Pachalko
- Porto Rico - Brenda Esther Robles Cortés
- Portogallo - Anabela Pacheco Centeno
- Regno Unito - Claire Elizabeth Smith
- Russia - Ilmira Shamsutdinova
- Singapore - Teri Su Lian Tan
- Slovacchia - Karin Majtanova
- Spagna - Ana Piedad Galván Malagón
- Stati Uniti - Lynette Jonene MacFee
- Svezia - Anna Hofvenstam
- Svizzera - Chantal Hediger
- Thailandia - Supasiri Payaksiri
- Turchia - Hande Kazanova
- Ucraina - Nataliya Victorovna Romanenko
- Venezuela - Fabiola Mónica Rita Spitale Baiamonte